# Heteropterna gagnei
Heteropterna gagnei är en tvåvingeart som beskrevs av Loïc Matile 1990. Heteropterna gagnei ingår i släktet Heteropterna och familjen platthornsmyggor.
Artens utbredningsområde är Peru. Inga underarter finns listade i Catalogue of Life.